# Eder Sánchez

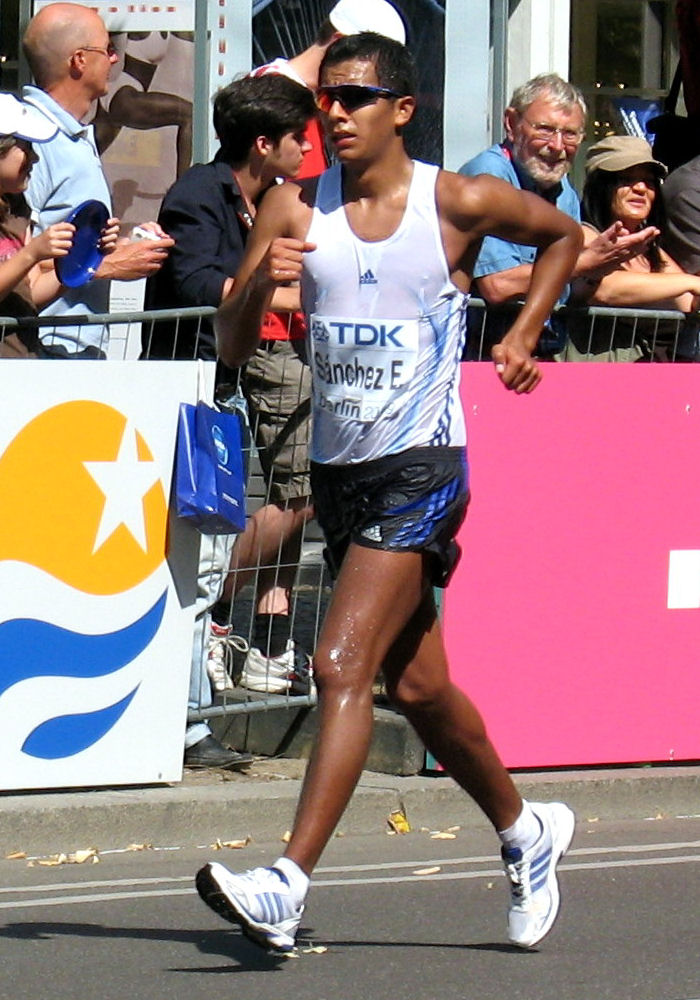
Eder Sánchez (2009)

Heraclio Eder Sánchez Terán (* 21. Mai 1986 in Tlalnepantla, Mexiko) ist ein mexikanischer Leichtathlet, der bei den Weltmeisterschaften 2009 den dritten Platz im 20-Kilometer-Gehen belegte.
Eder Sánchez belegte bei den Juniorenweltmeisterschaften 2004 in Grosseto den vierten Platz im 10.000-Meter-Gehen und lag dabei nur dreieinhalb Sekunden hinter dem Sieger. Beim Geher-Weltcup erreichte Sánchez 2004 den zweiten Platz in der Juniorenwertung. 2005 trat er international erstmals in der Erwachsenenklasse an. Bei den Weltmeisterschaften 2005 in Helsinki belegte er auf der 20-Kilometer-Strecke mit einer Minute Rückstand auf den dritten Medaillenrang den achten Platz, war damit aber bestplatzierter Mexikaner. 2006 siegte Eder Sánchez erstmals bei den Mexikanischen Meisterschaften. Bei den Zentralamerikanischen und Karibikmeisterschaften 2006 gewann er hinter dem Kolumbianer Luis Fernando López die Silbermedaille. 2007 hatte Sánchez bei den Weltmeisterschaften 2007 in Osaka wie schon zwei Jahre zuvor eine Minute Rückstand auf die Medaillenplätze, erreichte aber diesmal den vierten Platz. 2008 verbesserte Sánchez beim Geher-Weltcup in Tscheboksary seine persönliche Bestzeit auf 1:18:34 Stunden und belegte damit den dritten Platz. Bei den Olympischen Spielen 2008 blieb er mehr als drei Minuten hinter dieser Bestzeit zurück und kam letztlich als 15. ins Ziel. Ein Jahr später bei den Weltmeisterschaften 2009 gewann er nach der dopingbedingten Disqualifikation des ursprünglichen Siegers Waleri Bortschin aus Russland in 1:19:22 Stunden die Silbermedaille über 20 Kilometer.
Bei einer Körpergröße von 1,76 Meter beträgt sein Wettkampfgewicht 67 kg.